# Enfärgad inezia
Enfärgad inezia (Inezia inornata) är en fågel i familjen tyranner inom ordningen tättingar.

## Utseende och läte
Enfärgad inezia är en slank, liten och ljus tyrann med ett svagt ögonbrynsstreck. Fjäderdräkten är genomgående gråbrun med vita vingband. Stjärten är relativt. Jämfört med liknande arten musgrå tyrann har den mindre tydligt ögonbrynsstreck och en längre, tunnare näbb. Sången består av en fallande ljus drill med en stammande inledningston, medan lätena är liknande men kortare. 

## Utbredning och systematik
Fågeln förekommer i sydöstra Peru, nordvästra Argentina, sydvästra Paraguay och Amazonområdet i Brasilien. Den behandlas som monotypisk, det vill säga att den inte delas in i några underarter.

## Levnadssätt
Enfärgad inezia hittas i buskig ungskog under häckningstid, i ungskog och flodnära skogar vintertid. Fågeln födosöker aktivt och byter sittplats ofta. 

## Status och hot
Arten har ett stort utbredningsområde, men tros minska i antal, dock inte tillräckligt kraftigt för att den ska betraktas som hotad. Internationella naturvårdsunionen IUCN listar arten som livskraftig (LC).

## Namn
Fågelns svenska och vetenskapliga släktesnamn hedrar Enriqueta Inez Cherrie (1898-1943), dotter till amerikanske ornitologen George Cherrie som beskrev släktet.